# Neoseiulus krugeri
Neoseiulus krugeri är en spindeldjursart som först beskrevs av van der Merwe 1968.  Neoseiulus krugeri ingår i släktet Neoseiulus och familjen Phytoseiidae. Inga underarter finns listade i Catalogue of Life.